# Чан Джон Гу
Чан Джон Гу (кор. 장정구; род. 4 февраля 1963, Пусан) — южнокорейский боксёр, представитель наилегчайших весовых категорий. Выступал на профессиональном уровне в период 1980—1991 годов, владел титулом чемпиона мира по версии WBC, сумев защитить его 16 раз. Член Международного зала боксёрской славы.

## Биография
Чан Джон Гу родился 4 февраля 1963 года в городе Пусан, Южная Корея.
Дебютировал в боксе на профессиональном уровне в возрасте 17 лет в ноябре 1980 года, отправив своего соперника в нокаут в третьем раунде. Выступал исключительно на домашних рингах Южной Кореи и долгое время не знал поражений, одержав в рейтинговых поединках 18 побед подряд. Отметился победами над несколькими известными боксёрами, как то Син Хи Соп, Альфонсо Лопес, Чон Джон Кван и Амадо Урсуа.
В 1982 году удостоился права оспорить титул чемпиона мира в первой наилегчайшей весовой категории по версии Всемирного боксёрского совета (WBC), который на тот момент принадлежал панамцу Иларио Сапате. Противостояние между ними продлилось все отведённые 15 раундов, в итоге судьи раздельным решением отдали победу Сапате, сохранив за ним чемпионский пояс, а Чан таким образом потерпел первое в профессиональной карьере поражение.
Несмотря на проигрыш, Чан Джон Гу продолжил активно выходить на ринг и в марте 1983 года вновь встретился с Сапатой — на сей раз корейский боксёр победил своего соперника техническим нокаутом в третьем раунде и забрал чемпионский пояс себе.
Впоследствии Чан удерживал чемпионский титул в течение пяти лет, побеждая многих сильных боксёров своего дивизиона — в общей сложности он провёл 16 успешных защит, что в то время было беспрецедентным достижением для первого наилегчайшего веса. В 1988 году он решил завершить спортивную карьеру, оставив титул вакантным.
Однако финансовые трудности заставили его вернуться на ринг в 1989 году, он выиграл один рейтинговый поединок, после чего предпринял попытку вернуть себе титул чемпиона мира WBC в первом наилегчайшем весе. Тем не менее, единогласным судейским решением Чан уступил действующему чемпиону из Мексики Умберто Гонсалесу.
В 1990 и 1991 годах Чан Джон Гу дважды пытался завоевать титул WBC в наилегчайшем весе, но проиграл таким тайским боксёрам как Сот Читалада и Муангчай Киттикасем. На этих двух поражениях окончательно завершил спортивную карьеру. В общей сложности провёл на профи-ринге 42 боя, из них 38 выиграл (в том числе 17 нокаутом) и 4 проиграл.
Его рекорд по количеству защит чемпионского титула в дивизионе вскоре был превзойдён другим корейцем Ю Мён У, который в 1985—1991 годах 17 раз защитил титул чемпиона WBA.
В июне 2010 года Чан был введён в Международный зал боксёрской славы, став пятым по счёту азиатом и первым корейцем, удостоившимся этой чести.